# Rumpelmühle (Gemeinde Sankt Lorenzen)
Rumpelmühle ist eine Katastralgemeinde der Gemeinde Sankt Lorenzen im Mürztal im Bezirk Bruck-Mürzzuschlag in Steiermark.
In der Katastralgemeinde. die sich östlich von Sankt Lorenzen in die Mürzsteger Alpen erstreckt, liegt die Ortschaft Mürzgraben.

## Siedlungsentwicklung
Zum Jahreswechsel 1979/1980 befanden sich in der Katastralgemeinde Rumpelmühle insgesamt 65 Bauflächen mit 43.307 m² und 54 Gärten auf 91.688 m², 1989/1990 gab es 46 Bauflächen. 1999/2000 war die Zahl der Bauflächen auf 201 angewachsen und 2009/2010 bestanden 102 Gebäude auf 223 Bauflächen.

## Bodennutzung
Die Katastralgemeinde ist land- und forstwirtschaftlich geprägt. 310 Hektar wurden zum Jahreswechsel 1979/1980 landwirtschaftlich genutzt und 878 Hektar waren forstwirtschaftlich geführte Waldflächen. 1999/2000 wurde auf 243 Hektar Landwirtschaft betrieben und 943 Hektar waren als forstwirtschaftlich genutzte Flächen ausgewiesen. Ende 2018 waren 204 Hektar als landwirtschaftliche Flächen genutzt und Forstwirtschaft wurde auf 927 Hektar betrieben. Die durchschnittliche Bodenklimazahl von Rumpelmühle beträgt 24,1 (Stand 2010).